# Martellidendron karaka
Martellidendron karaka är en enhjärtbladig växtart som först beskrevs av Ugolino Martelli, och fick sitt nu gällande namn av Martin Wilhelm Callmander. Martellidendron karaka ingår i släktet Martellidendron och familjen Pandanaceae. Inga underarter finns listade.